# 奥尔森 (北达科他州)
奥尔森（英語：Alsen），是美国北达科他州下属的一座城市。根据2010年美国人口普查，该市有人口35人。